# Страсбур (футбольний клуб)
Страсбур (фр. Racing Club de Strasbourg Alsace) — французький футбольний клуб зі Страсбурга. Клуб виступає у французькій Лізі 1, домашні матчі проводить на стадіоні Стад де ла Мено, що здатний вмістити понад 29,2 тис. вболівальників.

## Досягнення

### Національні
- Ліга 1:
  -  Чемпіон (1): 1979
  -  Віце-чемпіон (1): 1935
- Ліга 2:
  -  Чемпіон (2): 1977, 1988
  -  Віце-чемпіон (2): 1972, 2002
- Чемпіонат серед аматорів
  -  Чемпіон групи B (1): 2013
- Чемпіонат серед аматорів 2
  -  Чемпіон групи C (1): 2012
- Кубок Франції:
  -  Володар (3): 1951, 1966, 2001
  -  Фіналіст (3): 1937, 1947, 1995
- Кубок Ліги:
  -  Володар (4): 1964, 1997, 2005, 2019
- Суперкубок Франції
  -  Фіналіст (1): 2001
- Регіональна ліга Ельзас
  - Переможці (3):  1923, 1924, 1927

### Міжнародні
- Кубок Інтертото
  -  Володар (1): 1995
- Кубок Гамбарделла
  -  Володар (2): 1965, 2006
  -  Фіналіст (1): 2003

## Склад команди
Станом на 1 травня 2025
| №  | Поз. | Нац.        | Гравець           |
| -- | ---- | ----------- | ----------------- |
| 2  | ЗХ   | Ірландія    | Ендрю Омобаміделе |
| 3  | ЗХ   | Франція     | Тома Делен        |
| 5  | ЗХ   | Кот-д'Івуар | Абакар Сілла      |
| 6  | ПЗ   | Франція     | Фелікс Лемарешаль |
| 7  | ЗХ   | Португалія  | Дієгу Морейра     |
| 10 | НП   | Нідерланди  | Емануель Емега    |
| 11 | НП   | Кот-д'Івуар | Муаз Саї          |
| 14 | НП   | Франція     | Секу Мара         |
| 15 | ПЗ   | Швеція      | Себастіан Нанасі  |

| №  | Поз. | Нац.        | Гравець          |
| -- | ---- | ----------- | ---------------- |
| 20 | НП   | Колумбія    | Оскар Переа      |
| 22 | ЗХ   | Кот-д'Івуар | Гела Дуе         |
| 23 | ЗХ   | Франція     | Мамаду Сарр      |
| 25 | ЗХ   | Франція     | Йоні Гоміс       |
| 26 | НП   | Франція     | Ділан Баква      |
| 27 | НП   | Англія      | Сем Амо-Амеяу    |
| 29 | ЗХ   | Франція     | Ісмаель Дукуре   |
| 30 | ВР   | Швеція      | Карл-Юган Юнссон |
| 32 | ЗХ   | Аргентина   | Валентін Барко   |
| 36 | ВР   | Марокко     | Алаа Беллааруш   |
| 42 | ПЗ   | Кот-д'Івуар | Абдул Уаттара    |
| 47 | НП   | Франція     | Раян Мессі       |
| 77 | ЗХ   | Україна     | Едуард Соболь    |